# Edith Garrud
Edith Margaret Garrud, née Edith Margaret Williams le 7 avril 1872 à Bath et morte en 1971 dans le borough londonien de Bromley, est l'une des premières femmes professeur d'arts martiaux en Europe. Elle est connue pour avoir entraîné une unité de gardes-du-corps pour la Women's Social and Political Union aux techniques de jūjutsu, afin de pouvoir répondre aux attaques physiques dont elles étaient l'objet de la part de certains hommes anti-féministes.

## Biographie
Alors qu'elle est âgée de cinq ans, sa famille déménage au pays de Galles, où elle resta jusqu'aux alentours de 1893. Elle se marie avec William Garrud, un professeur de culture physique spécialisé en gymnastique, boxe et lutte. Ils emménagent à Londres, où William trouva un emploi d'entraîneur en culture physique pour plusieurs universités.
En 1899, les Garrud sont initiés à l'art du jūjutsu par Edward William Barton-Wright, le premier professeur de jūjutsu d'Europe et fondateur du centre éclectique d'arts martiaux de Bartitsu. Cinq ans plus tard, ils deviennent étudiants à l'école de jūjutsu de l'ancien instructeur du Bartitsu Club Sadakazu Uyenishi à Golden Square, Soho. En 1907, Edith Garrud est l'un des protagonistes du court métrage Jiu-jitsu Downs the Footpads, produit par la firme Pathé.
Après le départ d'Angleterre de Sadakazu Uyenishi en 1908, William Garrud prend sa succession, en tant que propriétaire et gérant de la Golden Square school, et son épouse devient l'instructrice des classes pour femmes et enfants.
Le couple Garrud popularise le jūjutsu par le biais de nombreuses démonstrations publiques à travers Londres et en écrivant des articles pour des magazines. Edith Garrud donne également des cours dès 1908 pour le « Suffragettes Self-Defence Club », réservé à des militantes luttant pour obtenir le droit de vote. À partir de 1911, ces classes se tiennent à la Palladium Academy, une école de danse d'Argyll Street.
En janvier 1911, Edith Garrud chorégraphie les scènes de combat d'une pièce polémique intitulée What Every Woman Ought to Know (Ce que chaque femme devrait savoir). En août 1911, un de ses articles sur l'autodéfense des femmes est publié dans le magazine Health and Strength.

## Entraîneuse de gardes du corps
En 1913, le gouvernement Asquith institue le « Cat and Mouse Act » (Décret du Chat et de la Souris) : les meneuses des suffragettes emprisonnées et menant une grève de la faim pouvaient légalement être libérées de prison, le temps de reprendre des forces, avant de se faire arrêter à nouveau pour les mêmes motifs. En réaction Edith Garrud crée une unité de protection de trente membres, surnommée « the Bodyguard » (garde du corps), « the Jiujitsuffragettes » ou encore « the Amazons », pour empêcher la réarrestation des suffragettes fugitives. Edith Garrud est la toute première entraîneuse du « Bodyguard » et leur enseigne le jūjutsu et le maniement de l'Indian club (en) en tant qu'arme de défense. Les leçons furent dispensées dans une série d'endroits secrets, afin d'éviter d'attirer l'attention de la police.
The Bodyguard a affronté en combats rapprochés des officiers de police tentant d'arrêter leurs meneuses. Les plus connus de ces affrontements sont la « bataille de Glasgow » (9 mars 1914) et le « raid sur Buckingham Palace » du WSPU (24 mai 1914).
À plusieurs reprises, elles furent également en mesure de réaliser plusieurs évasions et sauvetages, en faisant usage de tactiques militaires comme le camouflage et les leurres pour perturber la police. Nombre de ces aventures sont décrites dans les mémoires non publiées de la membre du Bodyguard Katherine Marshall, intitulés Suffragette Escapes and Adventures. Des journalistes créèrent le terme « suffrajitsu » - un mot-valise composé de « suffragette » et « jiu-jitsu » - pour décrire leurs techniques d'autodéfense, de sabotage et de subterfuge.
The Bodyguard est démantelé peu de temps après l'éclatement de la Première Guerre mondiale. La leader du WSPU Emmeline Pankhurst décide en effet de suspendre ses actions militantes pour le suffrage féminin et de soutenir le gouvernement britannique et l'effort de guerre, rendant désormais inutile le recours à cette unité de protection.